# Налтрексон
Налтрексон — лекарственное средство, антагонист опиоидных рецепторов.
Химически отличается от налоксона наличием в молекуле вместо аллильной группы циклического (метилциклопропильного) радикала. Фармакологически является «чистым» антагонистом опиоидных рецепторов.

## Фармакологическое действие
Антагонист наркотических анальгетиков. Наибольшее сродство имеет к μ-опиоидным рецепторам (Ki = 0,26 нМ). Сродство к κ-рецепторам (Ki = 5,15 нМ) приблизительно в 20 раз, а к δ-рецепторам (Ki = 117 нМ) — в 450 раз ниже, чем к μ-рецепторам.
Налтрексон снижает эффект опиоидных анальгетиков (анальгетический, противодиарейный, противокашлевой); устраняет побочные эффекты опиоидов (в том числе эндогенных), за исключением симптомов, обусловленных гистаминовой реакцией.
В сравнении с налоксоном действует более сильно и длительно. Может вызвать миоз (механизм неизвестен). Сочетание с опиоидами в больших дозах приводит к повышению высвобождения гистамина с характерной клинической картиной (гиперемия лица, зуд, сыпь). У пациентов с опиоидной зависимостью вызывает приступ абстиненции. При алкоголизме связывается с опиоидными рецепторами и блокирует эффекты эндорфинов. Снижает потребность в алкоголе и предотвращает рецидивы в течение 6 месяцев после 12-недельного курса терапии (успех лечения зависит от согласия больного).
Длительное назначение налтрексона не вызывает толерантности и зависимости. Начало действия — через 1—2 часов. При одновременном длительном назначении предупреждает развитие физической зависимости к морфину, героину и другим опиоидам. В дозе 50 мг блокирует фармакологические эффекты 25 мг внутривенно введённого героина в течение 24 часов, двойная доза (100 мг) — в течение 48 часов, а 150 мг — в течение 3 суток.

## Фармакокинетика
Абсорбция после приёма внутрь — быстрая и почти полная (96 %), подвергается кишечно-печёночной циркуляции. TCmax налтрексона и его метаболита 6-бета-налтрексола в плазме — 1 ч, после однократного приёма 50 мг Cmax налтрексона — 8,6 нг/мл, Cmax — 6-бета-налтрексона — 99,3 нг/мл. Связь с белками низкая (21 %). Хорошо проникает через гистогематические барьеры. Объём распределения — 1350 л. Метаболизируется в печени на 98 % до фармакологически малоактивных метаболитов, главный из которых — 6-бета-налтрексол, приблизительно в 100 раз менее активный, чем налтрексон. Кроме того, 6-бета-налтрексол не проникает через гематоэнцефалический барьер. Второй метаболит — 2-гидрокси-3-метокси-6-бета-налтрексол. Очевидно, что метаболиты не вносят значимого вклада в развитие клинических эффектов налтрексона. T½ налтрексона — 4 часа, 6-бета-налтрексона — 13 часов; средний T1/2 зависит от дозы и увеличивается при длительном применении. Налтрексон и его метаболиты выводятся преимущественно (53-79 %) почками (налтрексон — менее 2 %, 6-бета-налтрексол, в том числе в конъюгированной форме, — 43 %) и с каловыми массами (в незначительных количествах). Общий клиренс — 1,5 л/мин. При длительном применении в дозе 100 мг/сут налтрексон не кумулирует (при этом концентрация 6-бета-налтрексола в плазме достигает 40 %).

## Показания
Опиоидная наркомания (в качестве вспомогательного лекарственного средства после отмены опиоидных анальгетиков), алкоголизм.

### Опиоидная зависимость
Налтрексон и другие антагонисты опиоидных рецепторов являются препаратами выбора для лечения опиоидной зависимости в тех странах, где законодательство запрещает применение в этих целях опиоидных агонистов.
Тем не менее ряд исследований не выявил тенденции к прекращению употребления опиатов у пациентов, получающих налтрексон: в большинстве исследований результаты были не лучше, чем при приёме плацебо. Так, метаанализ 13 рандомизированных контролируемых исследований пероральной формы налтрексона (1158 участников) не показал каких-либо преимуществ этого препарата по сравнению с плацебо как для лечения опиоидной зависимости, так и для профилактики рецидивов.
Однако метаанализ, охвативший 10 исследований, показал эффективность применения налтрексона в сочетании с психосоциальной терапией: это сочетание оказалось более эффективным, чем плацебо, в отношении сокращения употребления героина и повторного заключения в тюрьму во время лечения.
Отмечалось, что одной из основных проблем при лечении налтрексоном опиоидной зависимости является низкая приверженность к лечению: уровни комплаентности и удержания на препарате при терапии налтрексоном являются низкими, и обычно процент отказа пациентов от участия в исследованиях крайне высок. Во многих исследованиях сообщается о большом количестве случаев, когда лечение налтрексоном прекращалось в первые несколько недель. Например, Rothenberg сообщил, что лишь немногим более половины участников прошли четыре недели курса лечения налтрексоном в сочетании с поведенческой терапией, Greenstein и др. сообщили, что 47 % пациентов с опиоидной зависимостью прекратили лечение в первые несколько недель. Кроме того, по данным Tennant и др., более четверти их пациентов прекратили участие в исследовании через несколько дней. Rothenberg также сообщал о ещё более неблагоприятных результатах — лишь 39 % были привержены лечению в течение месяца, и ни один из пациентов не завершил шестимесячный курс лечения.
Налтрексон также применяется для быстрой детоксикации (то есть быстрого купирования абстинентного синдрома), при которой его сочетают с клонидином, или лофексидином, или бупренорфином, или метадоном, и для сверхбыстрой (ультрабыстрой) детоксикации, при которой к этому сочетанию добавляются анестетики. Эффективность и безопасность быстрой детоксикации доказана. Сверхбыстрая детоксикация является очень спорным методом из-за медицинских рисков и риска смертности, связанных с анестезией, по сравнению с болезненной, но, как правило, не связанной с риском смертности отменой опиоидов без лечения.

### Другие показания
Низкая доза налтрексона (до 4,5 мг в день однократно внутрь) рекомендуется некоторыми врачами, например Бернардом Бихари (Bernard Bihari), к применению при аутоиммунных заболеваниях, таких как болезнь Крона и рассеянный склероз. Эффективность этого метода лечения по данным на 2008 год активно обсуждалась на основании свидетельств пациентов, но не была подтверждена большим числом клинических испытаний.
Американский психиатр Джон Грант успешно лечит налтрексоном клептоманию.
Исследованиями Ю. Л. Нуллера была обнаружена эффективность лечения деперсонализации налтрексоном.
Налтрексон может использоваться для облегчения симптомов антисоциального расстройства личности у мужчин и пограничного расстройства личности у женщин.
Возможна налтрексоновая терапия привязанности к интернет-порнографии и киберсексу с дозировкой 50 мг/сутки.
Также налтрексон может использоваться для лечения ненормального сексуального поведения (включая эксгибиционизм, фетишизм) и сексуальных парафилий.

## Противопоказания
Гиперчувствительность (в том числе к налоксону), наркотическое опьянение:487 и состояние абстиненции на фоне опиоидной зависимости, острый гепатит, печёночная недостаточность, положительная проба с налоксоном.

### С осторожностью
Нарушения функции печени и/или почек, беременность, период лактации, возраст до 18 лет.

## Режим дозирования
Внутрь. Лечение может быть начато после воздержания от приёма наркотиков в течение 7—14 дней (определяется по анализам мочи). У пациента должны отсутствовать синдром отмены и признаки абстиненции. Лечение не начинают до тех пор, пока провокационная проба с налоксоном не станет отрицательной. Начальная доза — 25 мг, за пациентом наблюдают 1 час, при отсутствии абстиненции вводят оставшуюся часть суточной дозы. Средняя доза — 50 мг/сут, достаточна для блокады парентерально введённых опиатов (эта доза блокирует 25 мг героина, введённого внутривенно). Существуют также и другие схемы: по 50 мг первые пять дней недели и 100 мг — на шестые сутки; по 100 мг каждые два дня или по 150 мг — каждые три дня; 100 мг в понедельник, 100 мг во вторник и 150 мг в пятницу. Следует учитывать, что применение этих схем лечения увеличивает риск гепатотоксичности. Дозы для детей до 18 лет не установлены.

## Побочные эффекты
Со стороны пищеварительной системы: более часто — тошнота и/или рвота, боль в животе, снижение аппетита; редко — повышение аппетита, анорексия, диарея или запоры, сухость во рту, метеоризм, усугубление симптомов геморроя, эрозивно-язвенные поражения желудочно-кишечного тракта, поражение печени.
Со стороны нервной системы и органов чувств: более часто — головная боль, депрессия, дисфория, тревога, бессонница:473, головокружение, мышечные спазмы, необычайная усталость, общая слабость, «кошмарные» сновидения; редко — нечёткость зрительного восприятия, спутанность сознания, галлюцинации, угнетение центральной нервной системы, звон и ощущение заложенности в ушах, боль и чувство жжения в глазах, светобоязнь, раздражительность, сонливость, дезориентация во времени и пространстве.
Со стороны дыхательной системы: редко — кашель, охриплость голоса, заложенность носа (гиперемия сосудов носовой полости), ринорея, чиханье, бронхообструкция, пневмония, затруднение дыхания, одышка, носовое кровотечение, сухость в горле, повышенное отделение слизистой мокроты, синусит.
Со стороны сердечно-сосудистой системы: редко — боль в груди, повышение артериального давления, тахикардия, сердцебиение, неспецифические изменения ЭКГ, флебит.
Со стороны мочеполовой системы: дискомфорт при мочеиспускании, учащение мочеиспускания, отёчный синдром (отёк лица, пальцев, стоп, голеней), сексуальные расстройства у мужчин (задержка эякуляции, снижение потенции).
Аллергические реакции: менее часто — кожная сыпь, гиперемия кожи (в том числе гиперемия лица); редко — гипертермия, кожный зуд, повышение секреции сальных желёз, озноб.
Прочие: более часто — зубная боль, артралгия, миалгия; редко — жажда, увеличение или потеря массы тела, боль в паховой области, акне, алопеция, увеличение лимфатических узлов, лимфоцитоз; в одном случае описано развитие идиопатической тромбоцитопенической пурпуры на фоне предварительной сенсибилизации к препарату.
В месте инъекции налтрексона возможны тяжёлые реакции, некоторые из них могут требовать хирургического вмешательства. Могут возникать такие проявления, как сильная боль, большая площадь отёка, волдыри, открытая рана, тёмная корка и др.
Синдром отмены опиоидов (может провоцироваться применением налтрексона): абдоминальная боль, спазмы в эпигастрии, беспокойство, нервозность, усталость, раздражительность, диарея, тахикардия, гипертермия, ринорея, чиханье, «гусиная кожа», потливость, зевота, артралгия, миалгия, анорексия, тошнота и/или рвота, тремор, общая слабость. Кроме этих проявлений, преждевременное (то есть осуществляющееся на этапе неполного купирования абстинентного синдрома) назначение налтрексона пациентам с опиоидной наркоманией может привести к развитию тяжёлых, смертельно опасных осложнений. Возникает тахипноэ (учащение дыхания); если частота дыхательных движений достигает 30—40 в минуту, развивается острая дыхательная недостаточность. Если адекватные меры интенсивной терапии не проводятся, у больных с тахипноэ возникают прогрессивная артериальная гипоксемия, гиперкапния и декомпенсированный респираторный алкалоз с развитием сопора либо — в случае ещё большего утяжеления состояния — комы и с высоким риском смертельного исхода. Могут также, хотя и в меньшей степени, изменяться гемодинамические показатели:323.
Налтрексон может снижать порог судорожной готовности:332.
При приёме в дозах 300 мг/сут или выше налтрексон может вызывать развитие лекарственного гепатита:473. Налтрексон также может обострять хронический (в частности, вирусный) гепатит:66.
В исследованиях отмечается, что пероральное применение налтрексона обусловливает повышенный риск смертности.

## Передозировка
Данные у людей отсутствуют. Симптомы (в эксперименте на крысах, мышах и свиньях): слюнотечение, депрессия, снижение активности, тремор, судороги (в том числе клонико-тонические), угнетение дыхания, смерть.
Лечение: симптоматическое. Следует иметь в виду, что на фоне передозировки не допускается введение ещё больших доз опиоидов вследствие усугубления угнетения центральной нервной системы, дыхания, сердечно-сосудистой системы.

## Особые указания
Перед применением налтрексона необходимо исключить субклиническую печёночную недостаточность. Во время лечения следует периодически проводить биохимический анализ крови с определением уровней в сыворотке ACT, АЛТ, ГГТ и билирубина, а также периодически проводить ЭЭГ:332.
Перед началом лечения налтрексоном пациент должен уведомить врача, если у него имеются такие проблемы, как болезнь печени, употребление запрещённых препаратов, гемофилия или другие проблемы с кровотечением, проблемы с почками или любые другие заболевания либо если имеется аллергия на налтрексон или другие ингредиенты, входящие в состав препаратов налтрексона. Также пациентка должна уведомить врача, если она беременна, планирует забеременеть или кормит грудью.
Для предотвращения развития при приёме налтрексона острого абстинентного синдрома пациенты должны перед началом применения этого препарата выдержать интервал не менее 7 дней после последнего приёма опиоидов короткого действия и 10—14 дней после последнего приёма опиоидов длительного действия. Обязательно определение опиоидов в моче и проведение провокационного теста с налоксоном; при несоблюдении этих требований абстинентный синдром может проявиться через 5 минут после введения и продолжаться в течение 48 часов. Также одновременно с налтрексоном не следует потреблять большое количество алкоголя; принимать седативные средства или транквилизаторы. Чтобы избежать мучительных побочных эффектов, таких как тошнота и рвота, врачам нужно дождаться окончания процесса детоксикации организма от алкоголя, прежде чем начать применять налтрексон.
При обращении за медицинской помощью больные обязаны информировать медицинских работников о лечении налтрексоном. Кроме того, перед проведением каких-либо лабораторных анализов следует сообщить своему врачу и персоналу лаборатории о приёме налтрексона.
Пациенту, принимающему налтрексон, следует составить список всех рецептурных и безрецептурных лекарств, которые он принимает, а также витаминов, минералов или других пищевых добавок, и приносить этот список с собой каждый раз при посещении врача или при госпитализации; желательно хранить этот список при себе на случай возникновения чрезвычайной ситуации. Пациент должен уведомлять своего лечащего врача обо всех препаратах, которые он принимает, и обо всех изменениях в приёме препаратов во время лечения налтрексоном. Особенно это касается опиоидсодержащих лекарств от боли, кашля, простуды или диареи.
При приёме в больших дозах налтрексон может вызвать повреждение печени. Если во время приёма налтрексона возникают какие-либо из следующих симптомов, нужно прекратить применение препарата и немедленно обратиться к врачу: чрезмерная усталость, необычное кровотечение или синяки, потеря аппетита, боль в верхней правой части живота, продолжающаяся более нескольких дней, светлый цвет испражнений, тёмная моча, пожелтение кожи или глаз.
Также следует немедленно обратиться к врачу, если возник какой-либо из следующих симптомов: спутанность сознания, галлюцинации, помутнение зрения, сильная рвота и/или диарея. Пациент должен обратиться к врачу, если в месте инъекции налтрексона возникают такие реакции, как сильная боль, большая площадь отёка, волдыри, открытая рана, тёмная корка и др.; также нужно обратиться к врачу по поводу любой реакции в месте инъекции, которая вызывает беспокойство, ухудшается со временем или не проходит в течение двух недель.
Налтрексон полезен только тогда, когда он используется как составляющая программы лечения зависимости. Необходимо посещать все консультации, встречи групп поддержки, образовательные программы или другие виды лечения, рекомендованные лечащим врачом.
Налтрексон неэффективен при лечении кокаиновой наркомании, а также неопиоидной лекарственной зависимости.
Конкурентная блокада опиоидных рецепторов может быть преодолена введением более высокой дозы наркотического анальгетика. Налтрексон необходимо отменить не менее чем за 48 часов до хирургического вмешательства, при котором потребуется применение опиоидных анальгетиков. В случае необходимости проведения экстренной анальгезии с осторожностью назначают опиаты в повышенной дозировке (для преодоления антагонизма), поскольку угнетение дыхания при этом будет более глубоким и продолжительным.
Пациенты, которые принимали налтрексон, могут, если они прекратили его приём или возобновили приём агонистов опиоидных рецепторов после периода воздержания, иметь пониженную толерантность к опиоидам. Следовательно, приём тех же или даже меньших доз опиоидов, которые пациент применял в прошлом, может вызвать опасные для жизни последствия. Кроме того, поскольку налтрексон блокирует действие агонистов опиоидных рецепторов, некоторые пациенты могут пытаться преодолеть этот блокирующий эффект, принимая высокие дозы агонистов опиоидных рецепторов, и в результате испытать тяжёлые последствия для здоровья, кому или смерть.
В экспериментах на крысах (приём в дозах, в 30 раз превышающих рекомендуемые для людей непосредственно перед беременностью и во время беременности) и на кроликах (приём в дозах, в 60 раз превышающих рекомендуемые для людей) установлено наличие тератогенного эффекта налтрексона. Данных о проникновении налтрексона в материнское молоко не получено.

## Взаимодействие
Снижает эффективность лекарственных средств, содержащих опиоиды (противокашлевые лекарственные средства, анальгетики). Одновременное применение налтрексона с опиоидными анальгетиками может привести к остановке дыхания, коме и смерти:124. Гепатотоксические лекарственные средства в сочетании с налтрексоном увеличивают (взаимно) риск поражения печени:472. Сочетанное применение налтрексона с тиоридазином может приводить к летаргии или повышенной сонливости:473.
Налтрексон ускоряет появление симптомов «синдрома отмены» на фоне наркотической зависимости (симптомы могут появиться уже через 5 мин после введения препарата, продолжаются в течение 48 ч, характеризуются стойкостью и трудностью их устранения).

## Критика
FDA разрешило использование инъекционного налтрексона для лечения опиоидной зависимости на основании единственного исследования, которое провёл Евгений Крупицкий из Национального медицинского исследовательского центра психиатрии и неврологии им. В. М. Бехтерева и Первого Санкт-Петербургского государственного медицинского университета им. И. П. Павлова. Исследование представляло собой «двойное слепое плацебо-контролируемое рандомизированное» 24-недельное испытание, проводившееся с 3 июля 2008 года по 5 октября 2009 года с участием 250 пациентов с опиоидной зависимостью в 13 клинических центрах в России. Оно финансировалось биофармацевтической компанией Alkermes из Бостона, которая производит и продаёт налтрексон в Соединённых Штатах. В статье 2011 года сообщалось, что это единственное испытание налтрексона было проведено не путём сравнения его с лучшим доступным, основанным на доказательствах лечением (метадон или бупренорфин), а путём сравнения его с плацебо. Последующее рандомизированное контролируемое исследование в Норвегии сравнивало инъекционный налтрексон и бупренорфин и показало, что результаты применения этих препаратов схожи.
Согласно статье, опубликованной в The New York Times 11 июня 2017 года, Alkermes «потратила годы на уговоры с помощью ловкой стратегии лоббирования, нацеленной на законодателей и сотрудников правоохранительных органов. Компания потратила миллионы долларов на пожертвования чиновникам… Она также предоставила тысячи бесплатных доз вивитрола [налтрексона] для поощрения его использования в тюрьмах, которые по умолчанию стали крупными центрами детоксикации».
В мае 2017 года министр здравоохранения и социальных служб США Том Прайс после своего посещения фабрики компании в Огайо положительно отозвался о вивитроле (налтрексоне) как о будущем лечения опиоидной зависимости. Его замечания вызвали резкую критику: почти 700 экспертов в области наркологии направили Прайсу письмо, в котором предупреждали его о «маркетинговой тактике» вивитрола и предупреждали, что его отзыв о препарате «игнорирует широко признанные научные принципы». Эксперты отметили, что альтернативные вивитролу препараты, бупренорфин и метадон, «дешевле», «более широко используются» и «тщательно изучены».
Прайс утверждал, что бупренорфин и метадон являются «просто заменителями» «запрещённых наркотиков», тогда как, согласно письму экспертов, «значительная часть научных данных, подтверждающих эти методы лечения, обобщена в рекомендациях Вашей собственной организации… Вкратце, бупренорфин и метадон продемонстрировали свою высокую эффективность в лечении основных симптомов расстройства, связанного с употреблением опиоидов, снижая риск рецидива и смертельной передозировки и способствуя долгосрочному выздоровлению».